# Церковь Святой Рипсиме (Ялта)
Церковь Святой Рипсиме в Ялте (арм. Յալթայի Սուրբ Հռիփսիմե հայկական եկեղեցի) — храм Армянской апостольской церкви в Ялте (ул. Загородная, 3, литер «А»), Крым. Считается одним из шедевров армянской архитектуры Крыма.

## История
Храм построен в 1909—1917 годах, архитектор Г. Тер-Микелов. Прототипом послужила церковь Святой Рипсиме в Эчмиадзине. Церковь была построена на средства и при непосредственном участии П. О. Гукасова.
Для росписи церкви был приглашён известный армянский художник В. Суренянц (1860—1921). После многолетней подготовительной работы в 1917 году он переехал в Ялту и поселился рядом с церковью. Последовавшая вскоре эмиграция главного заказчика и прекращение финансирования работ, тяжёлая болезнь, смены власти существенно осложнили его работу. Художник успел окончить только роспись купола, он умер в 1921 году и был похоронен у стен церкви.
В 1927—1930 годах на киностудии «Межрабпомфильм» режиссер Яков Протазанов снимал сатирический антирелигиозный фильм «Праздник святого Иоргена» по пьесе Харальда Бергстедта «Фабрика святых» (1919). В виде натуры для собора св. Йоргена использован двор, лестницы и внутренний интерьер церкви Святой Рипсиме.
Церковь служила натурной площадкой на съёмках фильма «Много шума из ничего», киностудии «Мосфильм» 1973 года по пьесе У. Шекспира.
22 ноября 2010 года отмечалось 100-летие храма, в связи с чем глава Украинской епархии ААЦ Григорис Буниатян отслужил праздничную литургию в церкви.

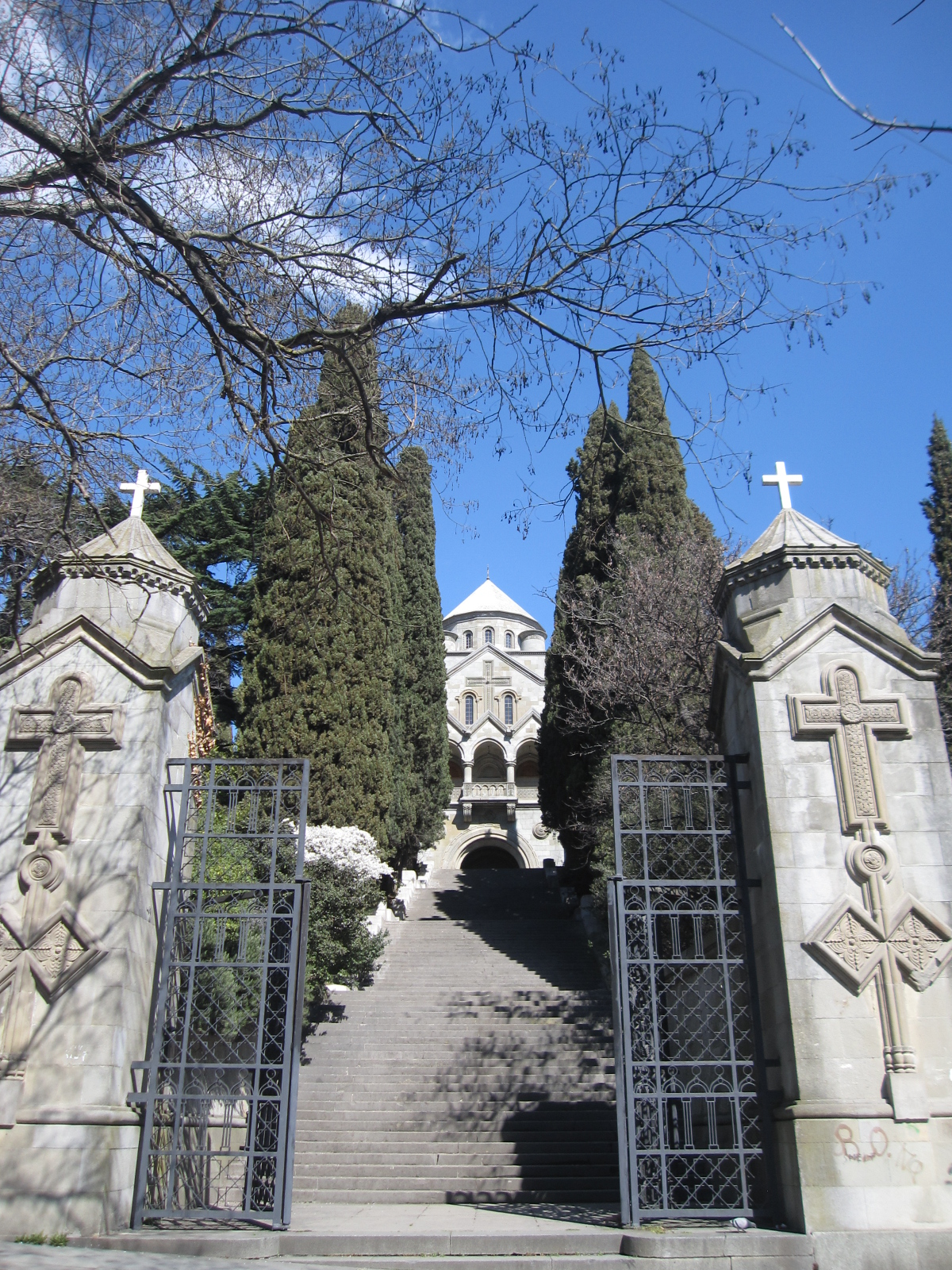
Входные ворота и главная лестница
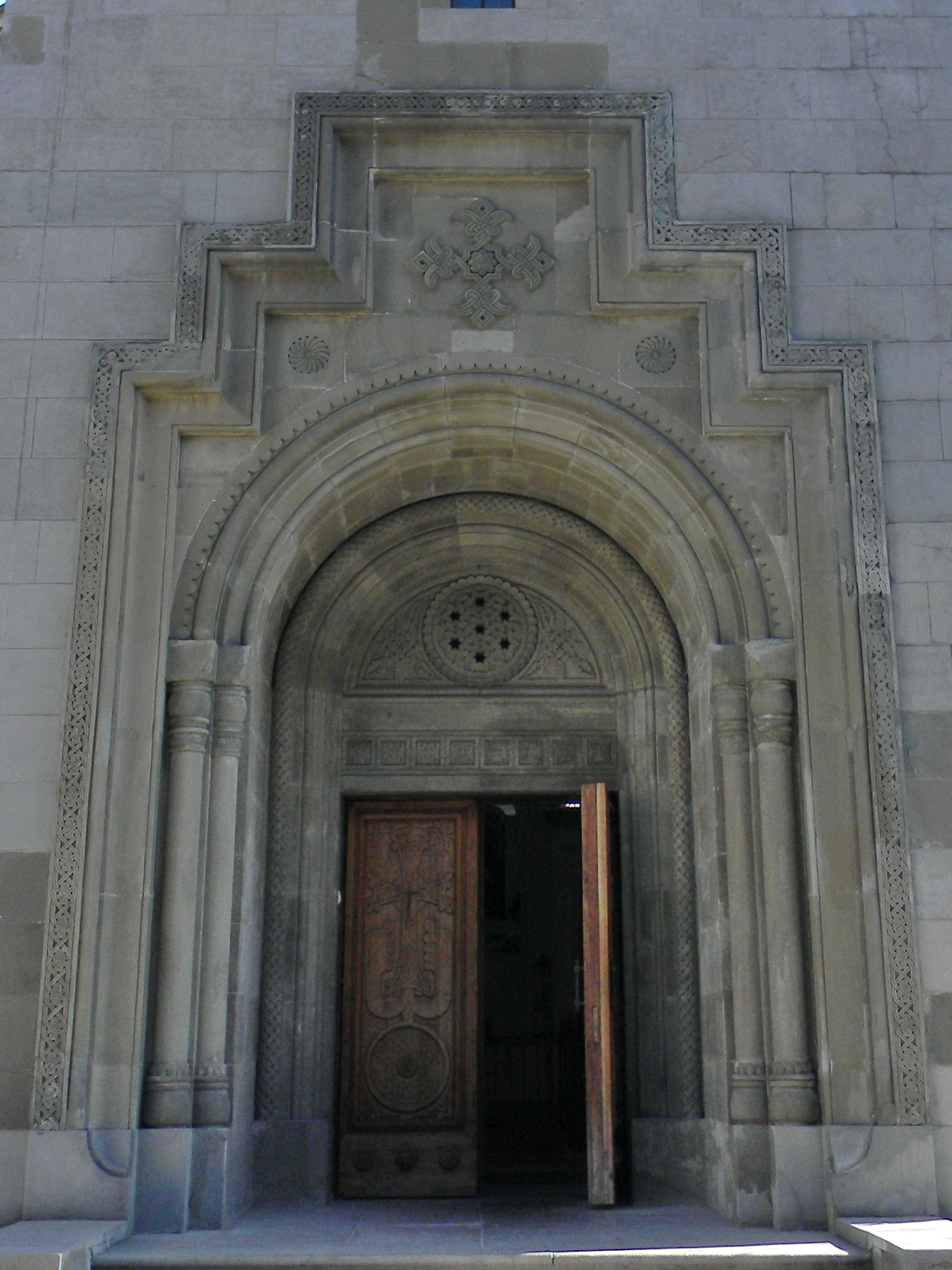
Входной портал
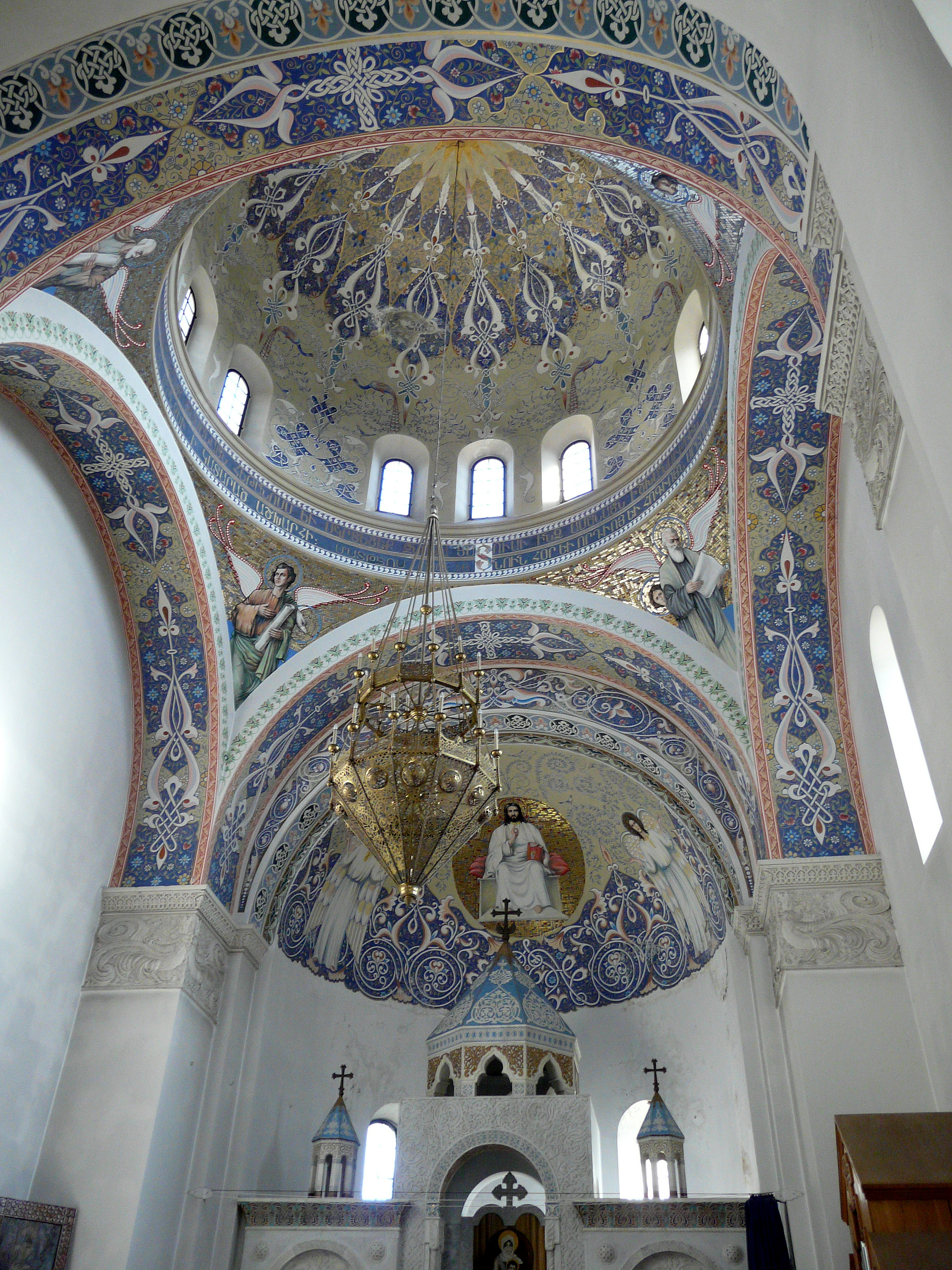
Росписи храма
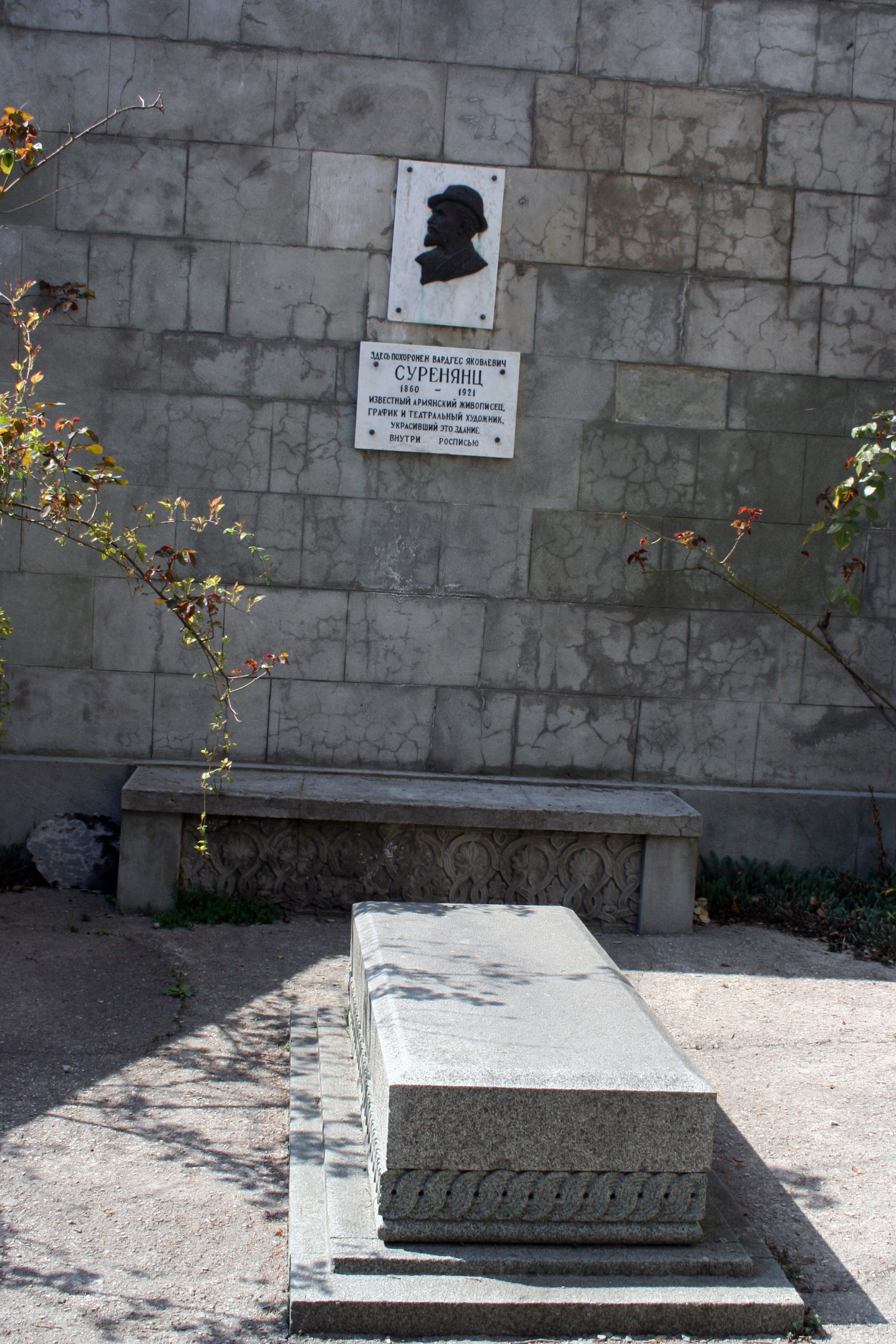
Могила художника В. Я. Суренянца (1860-1921), автора росписей храма
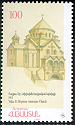
Церковь на марке почты Армении
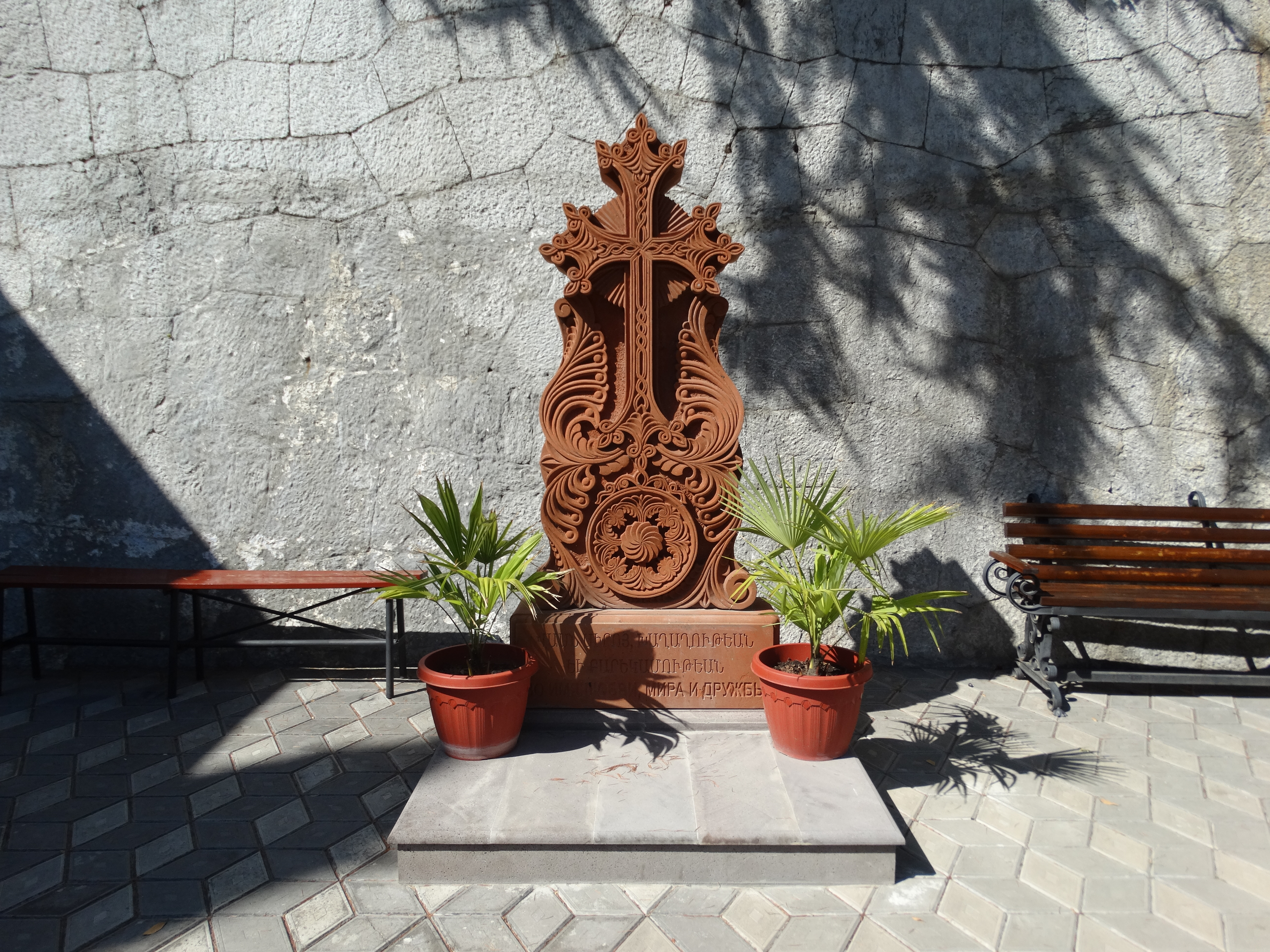
Хачкар во дворе церкви